# Quimioselectividad
En química orgánica, la quimioselectividad es la preferencia de un reactivo para reaccionar en particular con uno de entre dos o más grupos funcionales diferentes. Cuando se consiguen unas condiciones de reacción que permiten hacer reaccionar exclusivamente un grupo funcional de entre dos o más grupos funcionales distintos, sobre todo cuando estos son de características similares, se dice que la reacción es quimioselectiva.
Por ejemplo, el NaBH4 es capaz de reducir de forma quimioselectiva un grupo cetona a alcohol en presencia de un grupo éster dentro de la misma molécula sin afectar a este último, mientras que un reductor más potente como el LiAlH4 reduciría ambos grupos a alcohol.
También se puede aplicar el término quimioselectividad cuando un grupo funcional en una molécula reacciona de forma selectiva o diferente frente a distintos reactivos o condiciones de reacción.